# میبل کادنا
میبل کادنا (انگلیسی: Mabel Cadena؛ زادهٔ ۲۳ سپتامبر ۱۹۹۰) بازیگر اهل مکزیک است.
از فیلم‌ها یا برنامه‌های تلویزیونی که وی در آن نقش داشته است می‌توان به پلنگ سیاه: واکاندا تا ابد اشاره کرد.